# Anna Kauffman
Anna Kauffman o El tren es una película francesa dirigida por Pierre Granier-Deferre en 1973. Adapta la novela Le Train del escritor Georges Simenon.

## Sinopsis
En mayo de 1940 el ejército alemán invade Francia. Julián huye con su mujer embarazada y su hija adolescente. Por circunstancias imprevistas, se encuentran en vagones diferentes del mismo tren, pero con el mismo destino. En el tren donde viaja, Julien conoce a Anna Kauffman, una joven alemana de origen judío que también huye de los nazis. Ambos se enamoran con la certeza de que su amor acabará al término del viaje. Aunque él duda si volver junto a su mujer, Anne no duda en marcharse cuando Julien visita a su esposa en el hospital donde ha dado a luz.
Años después, en 1943, la Gestapo francesa requiere a Julien para que reconozca a Anna, que ha sido detenida. Julien en principio finge no reconocerla, pero en el último momento, antes de irse y abandonarla a su suerte, se acerca a ella y le acaricia el rostro, sin decir nada. El oficial de la Gestapo, que ve en este gesto un reconocimiento implícito, le reprocha a Julien haber dado este paso, que le traerá muy malas consecuencias.

## Nota
La película fue promocionada como “El Love Story de la Alemania nazi”.